# Antonio Viscardi
Pour les articles homonymes, voir Viscardi.
Antonio Viscardi, né le 30 juillet 1900 à Venise et mort le 1er mars 1972 à Bellano, est un philologue italien.

## Biographie
Antonio Viscardi enseigna la philologie romane à l'université de Pavie (1938–1942) puis à l'université de Milan, et s'intéressa particulièrement à l'histoire des langues romanes et de leur littérature.
Il fut membre de l'Académie des Lyncéens.

## Publications
- Francesco Petrarca e il Medio Evo, Perrella, Naples, 1925
- Miscellanea di studi critici in onore di Vincenzo Crescini (it), Cividale, 1927
- S. Antonio da Padova, Formiggini, Rome, 1931 ; Bietti, Milan, 1941
- Saggio sulla letteratura religiosa del Medio Evo romanzo, Cedam, Padoue, 1932 ; Florence, 1968
- Sulla leggenda liturgica di San Carlo Magno, Bardi, Rome, 1933 ; réédition sous le titre La Leggenda liturgica di san Carlo Magno e l'epopea francese, Adriatica, Bari, 1971
- Latinità medioevale e tradizione scolastica, Bardi, Rome, 1938
- Le origini, in Storia letteraria d'Italia, vol. 1, Vallardi, Milan, 1939, 1950, 1957, 1973
- Florilegio trobadorico, Cisalpino, Milan, 1939, 1960, 1965
- Letteratura franco-italiana, Società tipografica, Modène, 1941
- Posizioni vecchie e nuove della storia letteraria romanza, Cisalpino, Milan, 1944
- Antologia dei narratori francesi del Medio Evo (avec la collaboration de Carla Cremonesi), Cisalpino, Milan, 1945, 1960
- La poesia trobadorica e l'Italia, in Letterature comparate, Marzorati, Milan, 1948, 1985
- Il purismo. Lezioni di storia della lingua (avec la collaboration de Maurizio Vitale (it)), Goliardica, Milan, 1949
- La lingua della Gerusalemme Liberata, Goliardica, Milan, 1949
- Lezioni di filologia romanza (avec la collaboration de Carla Cremonesi), Goliardica, Milan, 1950
- Lineamenti di una storia della lingua italiana dalle origini al Manzoni, Cisalpino, Milan, 1950
- La letteratura italiana dalle origini ai giorni nostri (avec la collaboration d'Arturo Pompeati), 3 volumes, Cisalpino, Milan, 1951
- Le prose della volgar lingua di P. Bembo, (avec la collaboration de Maurizio Vitale), Goliardica, Milan, 1951
- Letterature d'oc e d'oïl, Nuova Accademia (Storia delle letterature di tutto il mondo (it)), Milan, 1952, 1958
- Poeti della prima scuola (avec la collaboration de Valerio Riva (it)), Goliardica, Milan, 1952
- Le canzoni di gesta (avec la collaboration de Gian Roberto Sarolli), Goliardica, Milan, 1953
- Il problema della divulgazione del toscano letterario in Lombardia nei secoli XIV e XV (avec la collaboration de Laura Giuliani), Goliardica, Milan, 1953
- Storia del Vocabolario Italiano, Lezioni di storia della lingua raccolte avec la collaboration de Laura Giuliani, Milan, 1953
- La cultura nell'alto medioevo, dans Questioni di storia contemporanea, Marzorati, Milan, 1954, pp. 530–605
- Preistoria e storia degli studi romanzi (avec la collaboration de Maurizio Vitale), Milan, 1955
- Dalle origini al Rinascimento, dans Letteratura italiana. Le correnti, vol. 1, Marzorati, Milan, 1956, pp. 59–201
- La prima arte. Grammatica italiana per le scuole medie (avec la collaboration de Maurizio Vitale), Fabbri, Milan, 1956
- La poesia trobadorica (avec la collaboration de Annamaria Finoli), Goliardica, Milan, 1956
- Lingua e letteratura, dans La civiltà veneziana del trecento, Sansoni, Florence, 1956, pp. 181–205
- Le origini. Testi latini, italiani, provenzali e franco-italiani (avec la collaboration de Bruno (it) et Tilde Nardi, Giuseppe Vidossi (it) e Felice Arese), dans La letteratura italiana, Ricciardi, Naples, 1956
- Le Roman de Renart, Goliardica, Milan, 1957
- La letteratura provenzale, dans Storia delle letterature moderne d'Europa e d'America (avec la collaboration de Carlo Pellegrini), vol. 1, Vallardi, Milan, 1958
- Introduction à Le prefazioni ai primi grandi vocabolari delle lingue europee, Cisalpino, Milan, 1959
- Le origini della tradizione letteraria italiana, Studium, Rome, 1959
- Le canzoni di gesta (avec la collaboration d'Annamaria Finoli), Goliardica, Milan, 1960, 1963
- Eroi e miti della Tavola Rotonda, Dalmine, Milan, 1960
- Storia della letteratura italiana dalle origini al Rinascimento, Nuova Accademia (Storia delle letterature di tutto il mondo), Milan, 1960
- Problemi di estetica nell'età medievale e nell'umanesimo (avec la collaboration de Giorgio Bàrberi Squarotti et de Cesare Vasoli (it)), Marzorati, Milan, 1960, pp. 232–433
- Il romanzo cortese (avec la collaboration d'Andrea Pulega), Goliardica, Milan, 1961
- La Chevalerie Ogier e la narrativa francese del secolo XIII (avec la collaboration de Carla Cremonesi), Goliardica, Milan, 1963
- Corso di filologia romanza : poesia trobadorica (avec la collaboration de Donata Soana), Goliardica, Milan, 1966
- L'Italia nell'età comunale (avec la collaboration de Gianluigi Barni), Utet, Turin, 1966, 1980
- Petrarca e petrarchismo (avec la collaboration d'Amelia Alesina), Goliardica, Milan, 1966
- Chretien de Troyes (avec la collaboration de Donata Camaldo Soana), Goliardica, Milan, 1967
- La Bibbia nel Medioevo francese (avec la collaboration de Donata Camaldo Soana), Goliardica, Milan, 1968
- Saggio sulla letteratura religiosa del Medio evo ramanzo, Astrografica, Florence, 1968
- La tradizione scolastica, le artes amandi (avec la collaboration de Donata Camaldo Soana), Goliardica, Milan, 1969
- Ricerche e interpretazioni mediolatine e romanze, Cisalpino, Milan, 1970
- Scritture e scrittori dei secoli VII-X (avec la collaboration de Bruno Nardi et de Giuseppe Vidossi), Einaudi, Turin, 1977
- Scritture e scrittori del secolo XI (avec la collaboration de Giuseppe Vidossi), Einaudi, Turin, 1977
- Scritture e scrittori del secolo XII (avec la collaboration de Giuseppe Vidossi), Einaudi, Turin, 1977
- Letteratura latina del secolo XIII (avec la collaboration de Bruno Nardi), Einaudi, Turin, 1978